# Inđija (stacja kolejowa)
Inđija (serbski: Инђија) – stacja kolejowa w miejscowości Inđija, w Wojwodinie, w okręgu sremskim, w Serbii. 
Stacja znajduje się we wschodniej części miasta, na linii Belgrad-Subotica. Jest obsługiwana przez pociągi podmiejskie Beovoz.
Na południowy wschód od stacji w stronę Belgradu istnieje łącznica, która łączy stację z linią do Zagrzebia.

## Linie kolejowe
- Belgrad – Subotica